# Hugh Paterson (2e baronnet)
Hugh Paterson, 2e baronnet (vers 1685 - 23 mars 1777) est un jacobite écossais et membre du Parlement de Grande-Bretagne.

## Biographie
Fils d'Hugh Paterson, 1er baronnet de sa femme Barbara, fille de William Ruthven de Dunglass et de Katherine, fille de William Douglas (1er marquis de Douglas), il succède à son père comme deuxième baronnet de Bannockburn, le 21 décembre 1701. De 1710 à 1715, il est député du Stirlingshire.
Le 21 février 1712, il épouse Jean Erskine, fille de Charles Erskine, comte de Mar. Ils ont un fils Henry, qui est décédé avant son père, et une fille, Katherine, qui épouse John Walkinshaw.
En 1716, Paterson est déclaré hors la loi et son titre de baronnet perdu, car, en tant que jacobite, il participe à l'insurrection jacobite de 1715. Sa nièce Clementina Walkinshaw devient plus tard la maîtresse du prince Charles Édouard Stuart.